# Geelstuitzanger
De geelstuitzanger (Setophaga coronata s.l.) is een vogel uit de familie Parulidae (Amerikaanse zangers). De geelstuitzanger behoort tot de Amerikaanse zangers en broedt in het hele Noord-Amerikaanse continent. 

## Taxonomie
Deze soort is in 2011 opgesplitst..
- Setophaga coronata sensu stricto (Mirtezanger)
- Setophaga goldmani (Goldmans zanger)
- Setophaga auduboni (Audubons zanger)
  - S. auduboni auduboni
  - S. auduboni nigrifrons

## Kenmerken
Het verenkleed is grotendeels grijs met een gele stuit. De lichaamslengte bedraagt 14 cm.

## Verspreiding en leefgebied
Deze vogel broedt in Noord-Amerika, in Canada, Alaska en de Midwest in volgroeide sparrenbossen.